# Juliaca scalarum
Juliaca scalarum är en insektsart som beskrevs av Young 1977. Juliaca scalarum ingår i släktet Juliaca och familjen dvärgstritar. Inga underarter finns listade i Catalogue of Life.